# Bárbara Mori
Bárbara Mori Ochoa (Montevideo, 2 februari 1978) is een Uruguayaans-Mexicaans actrice. 

## Biografie
Mori werd geboren in Uruguay. Haar grootvader van vaderskant was Japans, en haar moeder was van Libanese afkomst. Toen ze drie jaar oud was, scheidden haar ouders. Ze bracht haar jeugd reizend tussen Mexico en Uruguay door, totdat ze op haar twaalfde zich permanent vestigde in Mexico-Stad. Op 14-jarige leeftijd begon ze te werken als model voor modeontwerper Marcos Toledo. Ze studeerde aan de acteerschool El Centro de Estudios de Formación Actoral. 
Haar eerste rol was in de soapserie Al norte del corazón (1997). Ze werd vooral bekend door twee Mexicaanse telenovela's: Mirada de mujer (1997) als Mónica San Millán en Rubí (2004) in de rol van Rubí, een vrouw die gedreven wordt door hebzucht en die fraude en verraad pleegt. Ook verscheen ze op het grote scherm, waaronder in de romantische komedie Inspiración (2001) en won een MTV Mexican Cinema Award voor haar rol als Alejandra. Ze heeft talrijke prijzen ontvangen, waaronder: TvyNovelas (2005) in de categorie Beste Actrice in een Hoofdrol.

## Filmografie

### Films
- Inspiración (2001)
- La mujer de mi hermano (2005)
- Pretendiendo (2006)
- Por siempre (2007)
- Violanchelo (2008)
- Cosas insignificantes (2008)
- Kites (2009)
- 1 a Minute (2010)
- Viento en contra (2011)
- Cantinflas (2014)
- Alicia en el país de María (2014)
- Treintona, soltera y fantástica (2016)
- Operación Concha (2017)
- El complot mongol (2018)
- Todo lo invisible (2020)
- Tu eres mi problema (2021)

### Televisieseries
- Tric-Trac (1996)
- Al norte del corazón (1997)
- Mirada de mujer (1997-1998)
- Azul tequila (1998-1999)
- Me muero por ti (1999)
- Amores... querer con alevosía (2001)
- Súbete a mi moto (2002-2003)
- Mirada de mujer, el regreso (2003-2004)
- Amor descarado (2003-2004)
- Rubí (2004)
- Dos Lunas (2014)